# Assassinatos no Phoenix Park

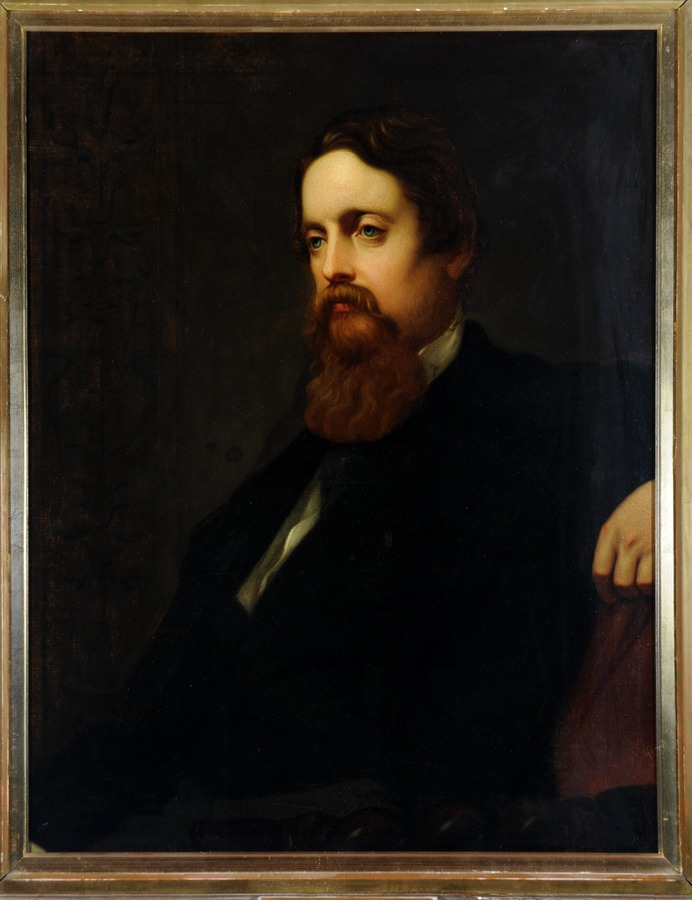
Senhor Frederick Cavendish

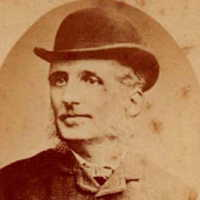
Thomas Henry Burke

Os assassinatos de Phoenix Park foram os esfaqueamentos fatais de Lord Frederick Cavendish e Thomas Henry Burke em Phoenix Park, Dublin, Irlanda, em 6 de maio de 1882. Cavendish era o recém-nomeado Secretário-Chefe para a Irlanda e Burke era o Subsecretário Permanente, o mais antigo funcionário público irlandês. O assassinato foi realizado por membros de uma organização republicana conhecida como Irish National Invincibles, uma dissidência mais radical da Irmandade Republicana Irlandesa.

## Assassinatos
Os Invencíveis Nacionais Irlandeses falharam inúmeras vezes em matar o Secretário-Chefe William Edward Forster antes que ele renunciasse ao seu cargo em protesto contra o Tratado de Kilmainham. O grupo então elaborou um plano para matar o subsecretário permanente Thomas Henry Burke no Escritório Irlandês. O recém-empossado Secretário-Chefe Lord Frederick Cavendish, na noite de sua chegada à Irlanda, decidiu caminhar sozinho do Castelo de Dublin até sua nova residência no Phoenix Park. 
Os Invencíveis estavam seguindo Burke por vários dias antes disso. Sete membros dos Invencíveis abordaram Burke e Cavendish. O primeiro assassinato foi cometido por Joe Brady, que esfaqueou Burke com uma faca de 30 centímetros, seguido em breve por Tim Kelly, que esfaqueou Cavendish. Ambos os homens usaram facas cirúrgicas, entregues por Mary Ann Byrne, para evitar fazer muito barulho enquanto realizavam os assassinatos. Como mencionado anteriormente, Cavendish tinha acabado de chegar à Irlanda naquele dia, então esses homens desconheciam completamente sua identidade e ele não era o alvo pretendido. No entanto, como ele agora era uma testemunha do assassinato, não poderia ser deixado vivo. Thomas Myles, cirurgião residente no vizinho Hospital Dr. Steevens, foi convocado para prestar assistência médica às vítimas.
O Lorde Tenente, Lord Spencer, descreveu ter ouvido gritos antes de testemunhar um homem correndo para o terreno do Lodge gritando: "Lord Frederick Cavendish e o Sr. Burke estão mortos!" Os agressores foram levados em um táxi por James Fitzharris, conhecido como "Skin-the-Goat", que serviu como motorista de fuga.

## Investigação
A busca pelos perpetradores foi liderada pelo Superintendente John Mallon, um católico que veio de Armagh. Mallon tinha uma ideia bastante astuta de quem estava envolvido, suspeitando de vários ex-ativistas fenianos. Um grande número de suspeitos foi preso e mantido na prisão alegando estarem ligados a outros crimes. Ao colocar um suspeito contra outro, Mallon conseguiu que vários deles revelassem o que sabiam.
O caso foi processado com sucesso pelo Procurador-Geral, o Solicitador-Geral James Murphy QC (mais tarde Sr. Juiz Murphy) e Peter O'Brien, perante o Juiz William O'Brien.  Joe Brady, Michael Fagan, Thomas Caffrey, Dan Curley e Tim Kelly foram condenados pelos assassinatos, e foram enforcados por William Marwood na prisão de Kilmainham, em Dublin, entre 14 de maio e 9 de junho de 1883. Outros, condenados como cúmplices do crime, foram sentenciados a cumprir longas penas de prisão. Fitzharris foi absolvido de homicídio, mas foi julgado novamente como cúmplice e condenado.
Somente o caso de Kelly causou alguma dificuldade real. Ele tinha 19 anos e, em geral, parecia muito mais jovem. Ao se referir a ele como "uma criança", seu advogado de defesa criou desconforto suficiente para que dois jurados discordassem. Só depois de um terceiro julgamento sem precedentes é que ele foi considerado culpado.

## Implicações

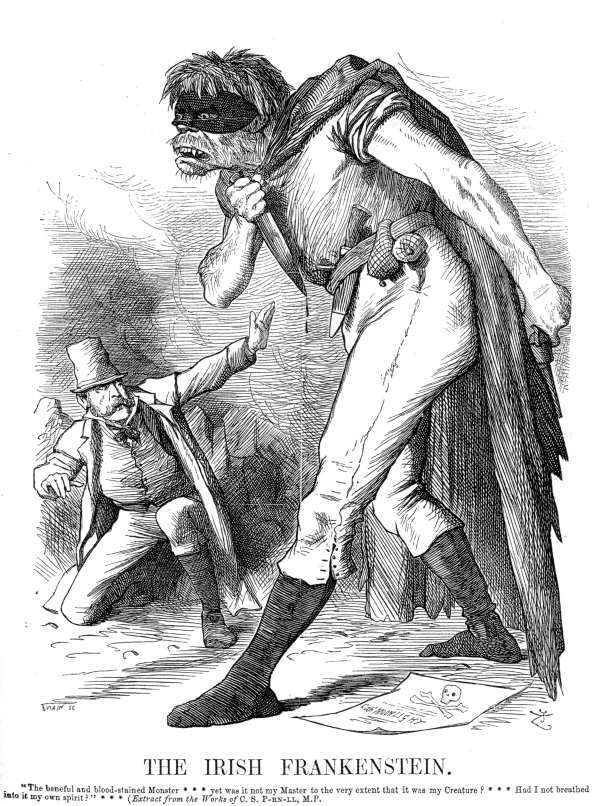
A revista Punch descreve o movimento feniano como o monstro de Frankenstein para o Frankenstein de Charles Parnell, na esteira dos assassinatos de Phoenix Park.

A política de Charles Stewart Parnell de aliar seu Partido Parlamentar Irlandês ao Partido Liberal do Primeiro Ministro William Ewart Gladstone em 1886 para permitir o governo autônomo foi desfeita pelos assassinatos. O ministro de Gladstone, Lord Hartington, irmão mais velho de Lord Cavendish, separou-se de Gladstone nos projetos de lei de Home Rule de 1886 e 1893 e liderou a dissidente Liberal Unionist Association, que se aliou aos governos conservadores de Lord Salisbury.

## Reação
Parnell fez um discurso condenando os assassinatos em 1882, aumentando sua já enorme popularidade na Grã-Bretanha e na Irlanda. Ele havia acabado de habilitar algumas reformas no Tratado de Kilmainham quatro dias antes dos assassinatos. A reputação de Parnell aumentou na Irlanda, sendo visto como um reformador mais moderado que nunca desculparia tais táticas.
Em março de 1887, o The Times publicou cartas supostamente de Parnell alegando simpatia pelos assassinos e que sua denúncia pública deles não era sincera. Verificou-se que as cartas eram falsificações escritas pelo jornalista Richard Pigott.

## Links externos
- Podcast sobre os Irish National Invincibles e a Campanha Fenian Dynamite com o Dr. Shane Kenna.
- Descrição dos assassinatos de Phoenix Park pelo autor Senan Molony .